# Fontaine-Bellenger
Fontaine-Bellenger ist eine französische Gemeinde mit 1.089 Einwohnern (Stand: 1. Januar 2022) im Département Eure in der Region Normandie; sie gehört zum Arrondissement Les Andelys und zum Kanton Gaillon. Die Einwohner werden Bellengerois genannt.

## Geographie
Fontaine-Bellenger liegt zwischen den Tälern der Flüsse Seine und Eure. Umgeben wird Fontaine-Bellenger von den Nachbargemeinden Heudebouville im Norden und Westen, Venables im Osten, Le Val d’Hazey mit Vieux-Villez im Südosten, Ailly im Süden sowie Acquigny im Südwesten.
Durch die Gemeinde führt die Autoroute A13.

## Bevölkerungsentwicklung
| Jahr                       | 1962 | 1968 | 1975 | 1982 | 1990 | 1999 | 2006 | 2018 |
| Einwohner                  | 247  | 263  | 265  | 559  | 712  | 812  | 945  | 1151 |
| Quellen: Cassini und INSEE |      |      |      |      |      |      |      |      |

## Sehenswürdigkeiten
- Kirche Saint-Quentin aus dem 14. Jahrhundert, Umbauten aus späterer Zeit